# 大横床岛
28°15′49″N 121°09′17″E / 28.26356°N 121.15470°E
大横床岛，又名横床岛，是中华人民共和国浙江省玉环市海山乡管辖的一个岛屿。

## 特点
大横床岛因远望形如一张横放的木床，故名“横床”，岛呈不规则长方形，西北到东南走向，面积O.8平方公里，主峰海拔57米。西侧为小横床岛、东南侧为茅坦岛。大横床岛隶属于海山乡，有1个行政村横床村，当地居民主要从事渔业和种植业。岛内有山岗头基督教堂，为1940年代当地基督教徒修建。

## 历史
1936年，张梅庭率领从洋屿岛关帝庙突围的红十三军部队抵达横床岛。1938年1月，国民党浙江省保安处温岭保警独立大队大队长陈作梅率领保警队80人前往横床岛，遭到张梅庭部伏击。张梅庭强杀陈作梅，国军保警队逃离。之后温岭县联合玉环县、乐清县政府出动部队围剿，同年12月12日，张梅庭率其余五人从黄湾经沙头岭，遭到伏击全部阵亡。